# Croisances
Croisances est une ancienne commune française située dans le département de la Haute-Loire en région Auvergne-Rhône-Alpes, intégrée, le 1er janvier 2016, dans la commune nouvelle de Thoras sans instituer de communes déléguées.
Les habitants de Croisances s'appellent les Croisanciens.

## Géographie

### Situation
Situé tout au sud du département de la Haute-Loire, à 3 kilomètres de la Lozère, le village longe le Panis, petite rivière affluent de l'Ance du Sud, de l'Ance puis de l'Allier.
Le village est situé sur le plateau granitique de la Margeride à l'est de la haute vallée de l'Allier, dans le Massif central.

### Hameaux et lieux-dits
La Mouteyre et Verreyroles sont les principaux lieux-dits de la commune.

## Histoire
Les premières constructions humaines connues de Croisances datent du XIIIe siècle sur un lieu-dit voisin. Certaines des maisons et anciennes fermes du village ont été construites avec les pierres d'un ancien château qui a entièrement disparu.
Le nom du lieu-dit la Romaine, situé en aval du Panis, aurait son origine en la présence d'une ancienne voie romaine dont le parcours s'étendait de Lyon vers Bordeaux via Javols et Rodez. Cette voie est appelée voie Bolène (voie bornée), avec des parties encore utilisées comme chemins ruraux. Arrivant au lieu-dit la Romaine, elle provient de Lugdunum (Lyon) Ruessium (Saint-Paulien) capitale du peuple des velaves, et de Vabres (commune d'Alleyras) lieu de passage de l'Allier (le vrai Condate sur la table de Peutinger) et selon un tracé rectiligne se dirige vers Thoras puis vers Sainte-Eulalie en Margeride pour arriver à Anderitum (Javols).
Cet unique chemin vers Compostelle, voie antique gallo-romaine dite via bolena, était emprunté par les premiers pèlerins vers Saint-Jacques de Compostelle à partir de l'an 950. Ils passaient toujours bien après, à partir de 1100, sous le porche de l'église de Thoras. Puis, l'engouement pour les pèlerinages allant croissant, à la fin du moyen âge, les seigneurs brigands de Saint-Privat d'Allier, détournèrent les pèlerins de cet antique chemin pour les rediriger vers Monistrol d'Allier puis Saugues.
Lui furent rattachés les villages de Veneyrolles le 3 juillet 1846 et Vabres le 1er janvier 1966. Le 1er janvier 2016, Croisances fusionne avec la commune voisine de Thoras pour constituer une commune nouvelle.

## Politique et administration

### Administration territoriale
Située dans l'arrondissement de Brioude, Croisances appartient au canton de Saugues jusqu'aux élections départementales de mars 2015, où la commune rejoint le nouveau canton de Gorges de l'Allier-Gévaudan. 

### Administration municipale
Jusqu'au 31 décembre 2015, le conseil municipal était composé de sept membres, qui, depuis la fusion avec Thoras, font partie du conseil municipal de la commune nouvelle. Le maire n'est pas devenu maire délégué.

### Liste des maires
| Période                                  | Période           | Identité                  | Étiquette | Qualité                                                         |
| ---------------------------------------- | ----------------- | ------------------------- | --------- | --------------------------------------------------------------- |
| Les données manquantes sont à compléter. |                   |                           |           |                                                                 |
| 16 juin 1800                             | décembre 1815     | Jean Baptiste Aubazac     |           | Premier maire de la commune à la suite de la révolution de 1789 |
| janvier 1816                             | mai 1824          | Gabriel Mazel             |           |                                                                 |
| septembre 1824                           | janvier 1832      | Jean André Aubazac        |           | Fils de Jean Baptiste, 1er maire de la commune                  |
| novembre 1832                            | 1er avril 1837    | Gabriel Mazel             |           |                                                                 |
| 28 décembre 1837                         | 15 janvier 1847   | Jean Baptiste Boudoussier |           |                                                                 |
| 12 mars 1847                             | 25 janvier 1848   | Augustin Aubazac          |           | Frère de Jean André plus haut cité                              |
| 28 mai 1848                              | 23 septembre 1848 | Jean Baptiste Boudoussier |           |                                                                 |
| 9 octobre 1848                           | 13 avril 1871     | Augustin Aubazac          |           |                                                                 |
| mai 1871                                 | janvier 1878      | Jean Antoine Cacaud       |           |                                                                 |
| 23 mars 1878                             | décembre 1882     | Augustin Aubazac          |           |                                                                 |
| 11 janvier 1883                          | 10 janvier 1890   | Théodore Aubazac          |           | Fils d’Augustin plus haut cité                                  |
| février 1891                             | 23 avril 1896     | Jean Claude Cham          |           |                                                                 |
| 15 juin 1896                             | après 1902        | Auguste Coutarel          |           |                                                                 |
| mars 2001                                | mars 2014         | Philippe Bouquet          |           |                                                                 |
| mars 2014                                | 31 décembre 2015  | Bernard Boudon            |           |                                                                 |

## Population et société

### Démographie
L'évolution du nombre d'habitants est connue à travers les recensements de la population effectués dans la commune depuis 1793. À partir du 1er janvier 2009, les populations légales des communes sont publiées annuellement dans le cadre d'un recensement qui repose désormais sur une collecte d'information annuelle, concernant successivement tous les territoires communaux au cours d'une période de cinq ans. 
Pour les communes de moins de 10 000 habitants, une enquête de recensement portant sur toute la population est réalisée tous les cinq ans, les populations légales des années intermédiaires étant quant à elles estimées par interpolation ou extrapolation. Pour la commune, le premier recensement exhaustif entrant dans le cadre du nouveau dispositif a été réalisé en 2007,.
En 2013, la commune comptait 33 habitants, en évolution de −5,71 % par rapport à 2008 (Haute-Loire : +5,12 %, France hors Mayotte : +2,49 %).
| 1793 | 1800 | 1806 | 1821 | 1831 | 1836 | 1841 | 1846 | 1851 |
| ---- | ---- | ---- | ---- | ---- | ---- | ---- | ---- | ---- |
| 200  | 118  | 154  | 181  | 201  | 235  | 250  | 240  | 244  |

| 1856 | 1861 | 1866 | 1872 | 1876 | 1881 | 1886 | 1891 | 1896 |
| ---- | ---- | ---- | ---- | ---- | ---- | ---- | ---- | ---- |
| 255  | 237  | 282  | 228  | 244  | 282  | 321  | 244  | 245  |

| 1901 | 1906 | 1911 | 1921 | 1926 | 1931 | 1936 | 1946 | 1954 |
| ---- | ---- | ---- | ---- | ---- | ---- | ---- | ---- | ---- |
| 251  | 242  | 215  | 183  | 172  | 141  | 175  | 128  | 107  |

| 1962 | 1968 | 1975 | 1982 | 1990 | 1999 | 2007 | 2012 | 2013 |
| ---- | ---- | ---- | ---- | ---- | ---- | ---- | ---- | ---- |
| 91   | 90   | 80   | 70   | 49   | 40   | 35   | 33   | 33   |

### Cultes
La paroisse catholique, longtemps rattachée au diocèse de Mende, fait partie de celui du Puy-en-Velay. Elle est intégrée au sein de l'ensemble paroissial Saint-Bénilde en Margeride dont le siège est à Saugues.

## Culture locale et patrimoine

### Lieux et monuments
- L'église Notre-Dame-de-l'Assomption romane du village se caractérise par des modillons sur l'abside et un bénitier en granit du XVIIe siècle. À l'intérieur, on découvre un retable doré à l'or fin. De nombreuses fresques se dissimulent sous une couche de badigeon, des travaux importants permettraient de les mettre au jour et de les restaurer. À l'extrémité de l'église, les ruines de pierre jonchant le sol près de la cure, ainsi que les restes d'un départ de croisée de voûte permettent de situer la trace de la dernière croisée de voûte qui a disparu. Le clocher caractéristique en « peigne » est accessible depuis un petit escalier accroché à l'extérieur du campenard. L'église est inscrite au titre des monuments historiques par arrêté du 29 septembre 1969[10].
- Le village de Verreyrolles, qui était autrefois une commune, possède une magnifique petite chapelle du XIe siècle, consacrée à sainte Madeleine.

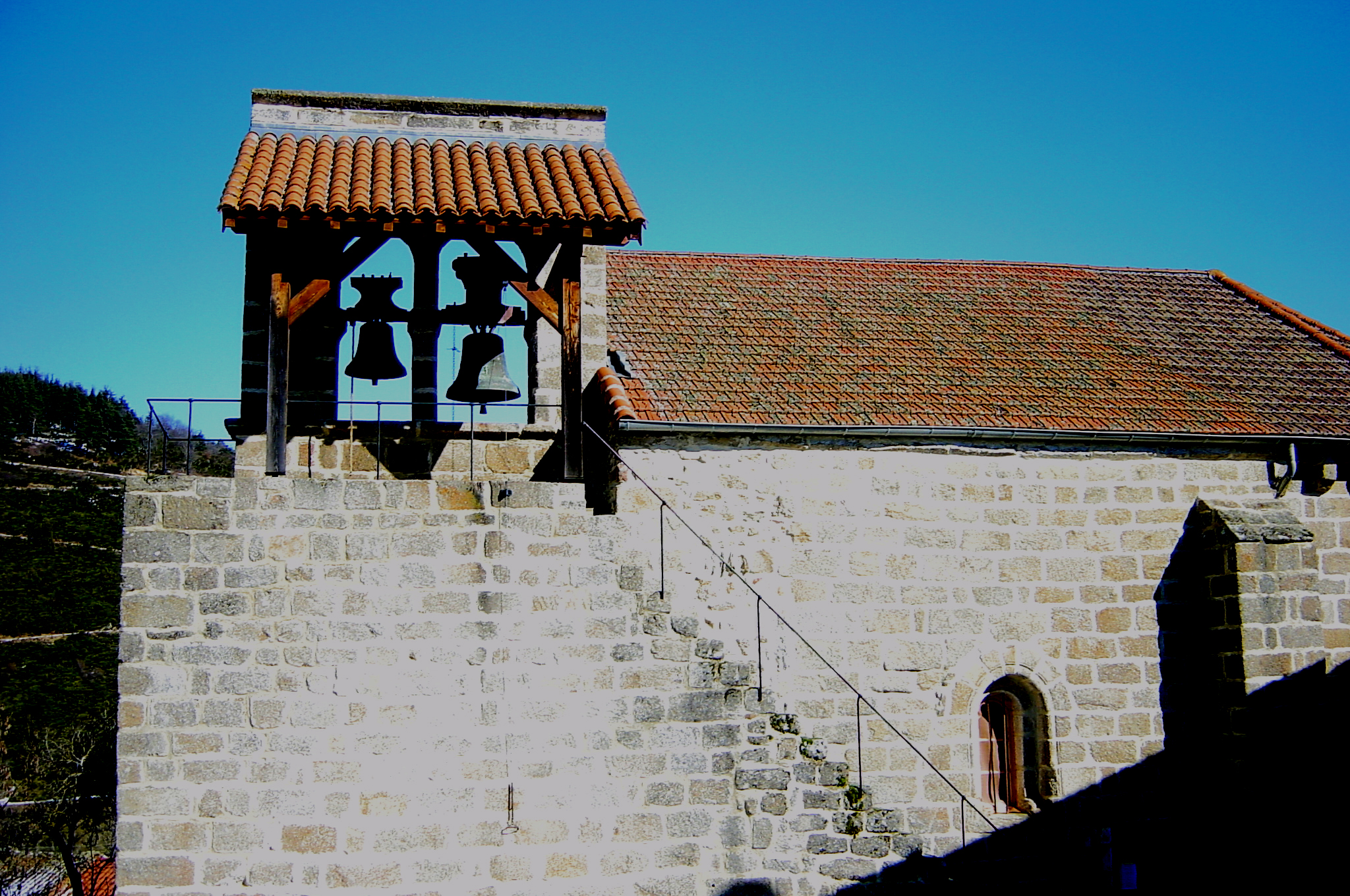
Église Notre-Dame-de-l'Assomption.